# 최종구
최종구(崔鍾球, 1957년 9월 20일 강원도 강릉시 ~ )은 대한민국의 제6대 금융위원회 위원장을 역임한 공무원이다. 

## 학력
- ~ 1974년 강릉고등학교
- ~ 1980년 고려대학교 무역학과 학사
- ~ 1992년 위스콘신대학교 대학원 공공정책학 석사

## 경력
- 1982년 3월 제25회 행정고시 합격
- 1982년 3월 총무처 수습행정관
- 1999년 12월 재정경제부 경제정책국 산업경제과 과장
- 2001년 5월 재정경제부 국제금융국 외화자금과 과장
- 2002년 9월 재정경제부 국제금융국 국제금융과 과장
- 2008년 3월 기획재정부 국제금융국 국장
- 2009년 2월 국가경쟁력강화위원회 실무추진단 단장
- 2010년 5월 금융위원회 상임위원
- 2011년 4월 기획재정부 국제경제관리관(차관보)
- 2013년 4월 금융감독원 수석부원장
- 2016년 1월 SGI서울보증 대표이사
- 2017년 3월 ~ 2017년 7월 : 제19대 한국수출입은행 은행장
- 2017년 7월 ~ 2019년 9월 : 금융위원회 위원장
- 2020년 8월 ~ 2024년 1월 : 라이나전성기재단 이사장
- 2022년 2월 ~ : 율곡연구원 이사장
- 2022년 9월 ~ : 법무법인 화우 특별고문
- 2023년 3월 ~ : 삼성전기 사외이사
  - 삼성전기 감사위원회 위원
  - 삼성전기 내부거래위원회 위원장
  - 삼성전기 보상위원회 위원
  - 삼성전기 사외이사후보추천위원회 위원
  - 삼성전기 ESG위원회 위원
- 2023년 3월 ~ : CJ그룹 사외이사
  - CJ그룹 감사위원회 위원
  - CJ그룹 사외이사후보추천위원회 위원
  - CJ그룹 내부거래위원회 위원
  - CJ그룹 보상위원회 위원장
  - CJ그룹 사외이사후보추천위원회 위원장
- 2023년 11월 ~ 2024년 1월 : 2024 강원동계청소년올림픽대회 조직위원회 대표 위원장
- 2024년 12월 ~ : 국제금융협력대사

| 전임 이덕훈 | 제19대 한국수출입은행장 2017년 3월 ~ 2017년 7월 | 후임 은성수 |

| 전임 임종룡 | 제6대 금융위원회 위원장 2017년 7월 19일 ~ 2019년 9월 8일 | 후임 은성수 |